# Ksar Beni Hayyoun
Ksar Beni Hayyoun (en arabe : قصر بني حيون) est un village fortifié dans la province de Zagora, région de Draa-Tafilalet au sud-est du Maroc .